# Arkansas State Route 23
Die Arkansas State Route 23 (kurz AR 23) ist eine in Nord-Süd-Richtung verlaufende State Route im US-Bundesstaat Arkansas.
Die State Route beginnt am U.S. Highway 71 nahe Ash Grove und endet nördlich von Eureka Springs an der Grenze zum Nachbarstaat Missouri. Zwischen der Arkansas State Route 16 bei Brashears und der Interstate 40 nördlich von Ozark verläuft die AR 23 durch den Ozark National Forest. Dieser Abschnitt ist als Pig Trail Scenic Byway ausgezeichnet. Im Süden von Ozark überquert die State Route den Arkansas River.